# Aspalathus altissima
Aspalathus altissima är en ärtväxtart som beskrevs av Rolf Martin Theodor Dahlgren. Aspalathus altissima ingår i släktet Aspalathus och familjen ärtväxter. Inga underarter finns listade i Catalogue of Life.